# Get On Your Boots
Get On Your Boots is de eerste single van het album No Line on the Horizon van de Ierse band U2.
Get On Your Boots ging op 19 januari 2009 wereldwijd op de radio in première. Het nummer was vanaf 20 januari te beluisteren via de website van de band. Vanaf 15 februari was het nummer beschikbaar als download.

## Videoclip
In de videoclip zijn marcherende vrouwen met laarzen aan te zien. Dit zijn vrouwen die iets hebben betekend voor de wereld. De clip is geregisseerd door Alex Courtes, de regisseur die ook de clips van Vertigo en City of Blinding Lights regisseerde.

## Hitnotering
| Get On Your Boots in de Nederlandse Top 40 - binnen: 7 februari 2009 | Get On Your Boots in de Nederlandse Top 40 - binnen: 7 februari 2009 | Get On Your Boots in de Nederlandse Top 40 - binnen: 7 februari 2009 | Get On Your Boots in de Nederlandse Top 40 - binnen: 7 februari 2009 | Get On Your Boots in de Nederlandse Top 40 - binnen: 7 februari 2009 | Get On Your Boots in de Nederlandse Top 40 - binnen: 7 februari 2009 | Get On Your Boots in de Nederlandse Top 40 - binnen: 7 februari 2009 | Get On Your Boots in de Nederlandse Top 40 - binnen: 7 februari 2009 | Get On Your Boots in de Nederlandse Top 40 - binnen: 7 februari 2009 |
| Week                                                                 | 1                                                                    | 2                                                                    | 3                                                                    | 4                                                                    | 5                                                                    | 6                                                                    | 7                                                                    |                                                                      |
| -------------------------------------------------------------------- | -------------------------------------------------------------------- | -------------------------------------------------------------------- | -------------------------------------------------------------------- | -------------------------------------------------------------------- | -------------------------------------------------------------------- | -------------------------------------------------------------------- | -------------------------------------------------------------------- | -------------------------------------------------------------------- |
| Nummer                                                               | 20                                                                   | 16                                                                   | 27                                                                   | 36                                                                   | 36                                                                   | 32                                                                   | 36                                                                   | uit                                                                  |

## Tracklist cd-single
1. Get On Your Boots
2. No Line on the Horizon 2

Bono · The Edge · Adam Clayton · Larry Mullen jr.